# Riem de Wolff
Pour les articles homonymes, voir Wolff.
Riem de Wolff, né le 15 avril 1943 à Depok (Indes néerlandaises sous occupation japonaise) et mort le 12 septembre 2017 à Blaricum (Pays-Bas), est un chanteur néerlandais.

## Biographie
En 1949, il arrive aux Pays-Bas avec son frère Ruud de Wolff (nl) pour s'installer à Driebergen-Rijsenburg. Ensemble, ils forment le duo Blue Diamonds, dans lequel il joue le rôle de chanteur et de guitariste.
Jusqu'à la mort de Ruud de Wolff en décembre 2000, The Blue Diamonds continue à enregistrer et à se produire. Après cela Riem continue à jouer en solo. En 2008, il joue dans le film néerlandais Ver van Familie (nl) avec Anneke Grönloh, entre autres.
Il s'est également produit avec son fils sous l'étiquette des The New Diamonds.
Au début du mois de septembre 2017 il a hémorragie cérébrale.
Riem de Wolff meurt dans la nuit du 12 septembre 2017 à l'âge de 74 ans.

## Distinction
Le 29 avril 2005, il est nommé Chevalier de l'Ordre d'Orange-Nassau.